# 'Ndrina Polimeni
I Polimeni sono una 'ndrina di Oppido Mamertina alleata dei Mazzagatti e dei Bonarrigo.

## Storia
Dal 1992 al 1998 i Mazzagatti-Polimeni-Bonarrigo sono in faida con i Ferraro-Raccosta. Dal 2011, la battaglia tra le due consorterie sembra riesplosa, e questa volta sarebbero stati coinvolti anche i Mammoliti a favore di questi ultimi. Con la conclusione dell'operazione Erinni delle forze dell'ordine a fine 2013, potrebbe essersi conclusa anche questa seconda escalation di violenza.

## Fatti recenti
- Il 26 novembre 2013 con l'operazione Erinni vengono arrestate 20 persone per il coinvolgimento in nuovi episodi della faida tra i Ferraro-Raccosta e Mazzagatti-Polimeni-Bonarrigo e sequestrati beni del valore di 70 milioni di euro. Francesco Raccosta il 3 marzo 2012 uccide il boss Domenico Bonarrigo e per vendetta il suo clan ammazza Francesco Raccosta a sprangate, che viene dato in pasto ai maiali moribondo, da come si evince dalle intercettazioni. Inoltre il boss dei Ferraro Giuseppe, per non essere eliminato anch'egli, ha dovuto consegnare tutti coloro che avevano partecipato all'omicidio del boss. Vengono quindi ammazzati anche il cognato Francesco Raccosta Carmine Putrino, Vincenzo Ferraro e Vincenzo Raccosta, uccisi a colpi di pistola. Per gli omicidi vengono anche chiamate componenti della famiglia residenti a Roma, in cui le 'ndrine hanno alcune attività ora sequestrati dalle forze dell'ordine, tra cui Simone Pepe[2][3][4].